# Acestridium
Genre
Acestridium est un genre de poissons de la famille des Loricariidae.

## Description
Les espèces du genre Acestridium sont longs et fins et ont l'apparence d'une brindille, ils ressemblent aux espèces du genre Farlowella, ils mesurent entre 5 et 7 cm à l'âge adulte.

## Répartition
Les espèces de ce genre se rencontrent dans la région amazonienne du Brésil, du Venezuela et de la Colombie.

## Habitat
Ils vivent dans les ruisseaux et sur les rives.

## Liste des espèces
Selon World Register of Marine Species (21 mai 2023)
- Acestridium colombiense Retzer, 2005
- Acestridium discus Haseman, 1911
- Acestridium gymnogaster Reis & Lehmann-Albornoz, 2009
- Acestridium martini Retzer, Nico & Provenzano, 1999
- Acestridium scutatum Reis & Lehmann-Albornoz, 2009
- Acestridium triplax Rodriguez & Reis, 2007

## Systématique
Le genre Acestridium a été créé en 1911 par l'ichtyologiste américain John Diederich Haseman (d) (1882–1969).